# قتلگاه: آزادی
قتلگاه: آزادی (به انگلیسی: Killzone: Liberation) یک بازی ویدئویی به سبک شوتم آپ با دیدی از بالا، که توسط استودیوی گوریلا گیمز ساخته شده و بوسیلهٔ سونی کامپیوتر انترتینمنت در ۳۱ اکتبر ۲۰۰۶ برای پلی‌استیشن همراه منتشر شده‌است. این بازی ادامه‌ای بر اولین قسمت قتلگاه می‌باشد که رخ‌دادهای آن دو ماه بعد از اولین نسخه اتفاق می‌افتد، و مبارزه با هلگست‌ها هنوز ادامه دارد. قتلگاه: آزادی تنها قسمت در مجموعه بازی‌های قتلگاه با رده‌بندی سنی نوجوان می‌باشد.